# 斗方
斗方乃指書畫所用的冊頁，一般指25―50厘米見方的字﹑畫作品。民間年畫、春貼中，把這種尺寸和形式的作品也稱作「斗方」，而指用以書寫吉祥文字，貼在門上的方形紙。
在其他書畫作品中，斗方是豎行書寫的正方形的作品。尺寸一般為一張整宣紙的一半。書寫內容一般是四行至六行。因為行列多，篇章佈局時應十分強調上下左右的大小、開合、呼應及節奏變化等。在創作時，要注意正文與落款的主次關係，款字一般小於正文，要自然生動。落款可寫在末行正文的下方，佈局時應留出餘地。款的底端一般不以正文平齊，以避免形式的死板。也可在正文後面另佔一行或兩行，上下均不能與正文平齊。印章要小於款字，需離開一字以上位置。
出處：
- 《儒林外史》第八回：「蘧太守知道了，成事不說，也就此常教他做些詩詞，寫斗方，同諸名士贈答。」
- 清朝李漁《閒情偶寄·器玩·屏軸》：「十年之前，凡作圍屏及書畫捲軸者，止有中條、斗方及橫批三式。」
- 《紅樓夢》第八回：「前兒個在一處看見二爺寫的斗方兒，都稱贊的不得了，多早晚賞我們幾張貼貼。」